# رون برویر
رون برویر (انگلیسی: Ron Brewer؛ زادهٔ ۱۶ سپتامبر ۱۹۵۵) بازیکن بسکتبال اهل ایالات متحده آمریکا است.
از باشگاه‌هایی که در آن بازی کرده‌است می‌توان به گلدن استیت واریرز، بروکلین نتس، شیکاگو بولز، پورتلند تریل بلیزرز، سن آنتونیو اسپرز، و کلیولند کاوالیرز اشاره کرد.